# Ervin K. Hulet
Ervin Kenneth Hulet (Baker, Oregón, Estados Unidos, 1926 - Montañas Diablo, California, Estados Unidos, 29 de junio de 2010), también conocido como Ken Hulet, fue un químico nuclear estadounidense, , codescubridor de un elemento químico producido artifialmente: el seaborgio (1974). Trabajó en la División de Ciencias Nucleares del Laboratorio Lawrence Berkeley y en el Laboratorio Nacional Lawrence Livermore de la Universidad de California, Berkeley.

## Formación académica
Después de servir como artillero de aeronaves de la Marina en Florida, a finales de la Segunda Guerra Mundial, se graduó en Stanford en 1949. Comenzó a trabajar como químico de la salud en la Universidad de Berkeley, cuando se unió al grupo de Seaborg como estudiante de doctorado y más tarde, mientras completaba su doctorado, participó en muchos de los experimentos que condujeron a los descubrimientos de nuevos elementos químicos.

## Carrera profesional
Fue enviado en noviembre de 1952 desde Berkeley al Pacífico en calidad de observador, durante una serie de pruebas de armas nucleares en Eniwetok. Durante la explosión de la primera bomba de hidrógeno se forjaron átomos de dos nuevos elementos. Fueron detectados por avión en el polvo a gran altura y más tarde serían llamados einstenio y fermio, los elementos 99 y 100. 
Se incorporó al grupo de investigación sobre elementos pesados del Laboratorio Lawrence Berkeley, trabajando en el acelerador lineal con Albert Ghiorso, descubriendo en 1974 el elemento 106 que sería llamado seaborgio en honor de Glenn T. Seaborg, cuyo equipo lo había reclutado para unirse a ellos en la investigación de nuevos elementos.
También es conocido como el descubridor del mendelevio-258 en 1967, un isótopo del primer elemento sintético que había sido producido átomo por átomo en 1955 por Ghiorso y Seaborg.
Se convirtió en jefe del Grupo de elementos pesados en el Laboratorio Nacional Lawrence Livermore, y a pesar de la Cortina de Hierro, trabajó durante muchos meses en el Centro de investigación nuclear soviética en Dubna, así como en el Centro de Investigación de Iones Pesados en Darmstadt, Alemania. 
Estuvo casado con Betty Jo Gardner y, tras la muerte de esta, con Bobbette Cochran. Murió a los 84 años de un cáncer de pulmón.

## Descubrimiento del seaborgio
El seaborgio fue preparado en 1974 por bombardeo de californio con átomos de oxígeno, junto a Matti Nurmia, Jose R. Alonso, Albert Ghiorso, E. Kenneth Hulet, Carol T. Alonso, Ronald W. Lougheed y Glenn T. Seaborg.

## Publicaciones
Ha publicado diversos artículos científicos sobre física nuclear:
- Element 106. A. Ghiorso, J. M. Nitschke, J. R. Alonso, C. T. Alonso, M. Nurmia, G. T. Seaborg, E. K. Hulet, y R. W. Lougheed. Physical Review Letters, volumen 33, núm. 25, 1974, pág. 1490–1493.